# Canton de Bailleul-Nord-Est
Le canton de Bailleul-Nord-Est est une division administrative française, située dans le département du Nord et la région Nord-Pas-de-Calais. Supprimé par la réforme administrative de 2014 il est englobé dans le nouveau canton de Bailleul.

## Composition
Le canton de Bailleul-Nord-Est se compose d’une fraction de la commune de Bailleul et de trois autres communes. Il compte 17 522 habitants (population municipale) au 1er janvier 2012.
| Nom                  | Code Insee | Intercommunalité   | Population (dernière pop. légale)              |
| -------------------- | ---------- | ------------------ | ---------------------------------------------- |
| Bailleul (chef-lieu) | 59043      | CA Cœur de Flandre | Fraction : 4 916(2012) Commune : 14 439 (2014) |
| Nieppe               | 59431      | CA Cœur de Flandre | 7 396 (2014)                                   |
| Saint-Jans-Cappel    | 59535      | CA Cœur de Flandre | 1 715 (2014)                                   |
| Steenwerck           | 59581      | CA Cœur de Flandre | 3 519 (2014)                                   |

## Histoire
Le canton a été supprimé par la réforme administrative de 2014 : voir canton de Bailleul.

## Représentation
| Date d'élection   | Identité                                  | Parti                                       | Qualité |
| ----------------- | ----------------------------------------- | ------------------------------------------- | --- |
| 1833-1868         | Louis Behaghel                            | Droite Légitimiste                          | Propriétaire à Bailleul, Député du Nord (1842-1846 et 1849-1851), Conseiller général du Canton de Bailleul-Sud-Ouest (1833-1848) |
| 1868-1880 (décès) | Léon Lotthé                               | Droite                                      | Notaire, Maire de Bailleul (1864-1880)                                                                                           |
| 1880-1883         | Charles Bieswal                           | Droite                                      | Juge de paix à Hazebrouck Propriétaire à Bailleul                                                                                |
| 1882-1893 (décès) | Pierre Louis Léonard Béhaghel (1820-1893) | Droite                                      | Propriétaire, receveur des établissements de bienfaisance                                                                        |
| 1893-1907         | Ernest Lotthé (1858-1916)                 | Droite                                      | Notaire à Bailleul |
| 1907-1919         | Dominique Plouvier                        |                                             | Clerc de notaire, brasseur, Maire de Steenwerck                                                                                  |
| 1919-1925 (décès) | Charles Loywick                           | Républicain                                 | Négociant en grains, Steenwerck                                                                                                  |
| 1926-1937         | Henri Vanuxem                             | URD                                         | Médecin, Maire de Nieppe (1906-1939)                                                                                             |
| 1937-1940         | Jean Hié                                  | Concentration républicaine                  | Maire de Bailleul (1928-1940) |
|                   |                                           |                                             | |
| 1945-1967         | Jules Houcke                              | Concentration républicaine puis RS puis UNR | Industriel, Député du Nord (1945-1946) et (1962-1967), Sénateur du Nord (1948-1958), Maire de Nieppe (1939-1968)                 |
| 1967-1973         | Guy Ledoux                                | UDR                                         | Médecin psychiatre, conseiller municipal de Bailleul                                                                             |
| 1973-1998         | Michel Grasset                            | DVD puis UDF                                | Avocat Maire de Nieppe (1972-2001)                                                                                               |
| 1998-2015         | Michel Vandevoorde                        | PS                                          | Médecin généraliste Maire de Nieppe (2001-2014)                                                                                  |

### Conseillers d'arrondissement de 1833 à 1940
Le canton de Bailleul-Nord-Est avait deux conseillers d'arrondissement à partir de 1880. 
Il appartenait à l'arrondissement d'Hazebrouck jusqu'à sa disparition en 1926.
| Période | Période      | Identité                                    | Étiquette | Qualité |
| ------- | ------------ | ------------------------------------------- | --------- | --- |
| 1833    | 1848         | Pierre Amand Lotthé (1783-1859)             |           | Propriétaire, négociant, adjoint au maire de Bailleul                                                       |
|         |              |                                             |           | |
| 1880    |              | Louis-Désiré-Dieudonné Plouvier (1823-1897) |           | Notaire à Steenwerck                                                                                        |
| 1880    | 1890 (décès) | Ignace de Coussemaker (1842-1890)           |           | Historien, adjoint au maire de Bailleul                                                                     |
|         |              |                                             |           | |
|         | 1910         | Édouard Hennion                             |           | Président su Conseil d'arrondissement, maire d'Estaires                                                     |
| 1910    | 1919         | Henri Weexsten                              | Libéral   | Fabricant de toiles à Bailleul                                                                              |
| 1910    | 1940         | Hector Pollet                               | Libéral   | Notaire, maire de Nieppe                                                                                    |
| 1919    | 1940         | René Notteau (1865-1946)                    | FR        | Cultivateur puis rentier à Bailleul                                                                         |
| 1940    |              |                                             |           | Les conseils d'arrondissement ont été suspendus par la loi du 12 octobre 1940 et n'ont jamais été réactivés |

## Démographie
| 1962 | 1968 | 1975 | 1982 | 1990   | 1999   | 2006   | 2011   | 2012   |
| ---- | ---- | ---- | ---- | ------ | ------ | ------ | ------ | ------ |
| -    | -    | -    | -    | 16 823 | 17 207 | 17 204 | 17 625 | 17 522 |

### Pyramide des âges
Comparaison des pyramides des âges du Canton de Bailleul-Nord-Est et du département du Nord en 2006
| Hommes | Classe d’âge   | Femmes |
| ------ | -------------- | ------ |
| 0,2    | 90 ans et plus | 1      |
| 5,1    | 75 à 89 ans    | 8,1    |
| 10,7   | 60 à 74 ans    | 12,2   |
| 22,4   | 45 à 59 ans    | 20,8   |
| 21,3   | 30 à 44 ans    | 21,6   |
| 19,6   | 15 à 29 ans    | 17,8   |
| 20,5   | 0 à 14 ans     | 18,5   |

| Hommes | Classe d’âge   | Femmes |
| ------ | -------------- | ------ |
| 0,2    | 90 ans et plus | 0,8    |
| 4,3    | 75 à 89 ans    | 7,9    |
| 10,3   | 60 à 74 ans    | 11,9   |
| 19,7   | 45 à 59 ans    | 19,4   |
| 21,1   | 30 à 44 ans    | 20,1   |
| 22,6   | 15 à 29 ans    | 21     |
| 21,6   | 0 à 14 ans     | 19     |